# Port lotniczy Lappeenranta
Port lotniczy Lappeenranta (fi.: Lappeenrannan lentoasema, ang.: Lappeenranta Airport, kod IATA: LPP, kod ICAO: EFLP) – lotnisko położone w Lappeenranta, w prowincji Finlandia Południowa, w Finlandii. 

## Linie lotnicze i połączenia
| Linia Lotnicza | Kierunek            |
| -------------- | ------------------- |
| Ryanair        | 1. Mediolan-Bergamo |